# 堤サービスエンジニアリング
堤サービスエンジニアリング株式会社（つつみサービスエンジニアリング）は、かつて存在した発電所設備や航空機・自動車の設計、半導体製造装置の製造保守などを行う企業である。東京都新宿区に本社を置いていた。

## 概要
- 企業名　堤サービスエンジニアリング株式会社
- 沿革　1980年（昭和55年）8月　設立
- 代表者　代表取締役　掃部光
- 資本金　3200万円
- 本社所在地　東京都新宿区西新宿1-25-1　新宿センタービル35階

| スタブアイコン | サブスタブ | この項目は、まだ閲覧者の調べものの参照としては役立たない、企業に関連した書きかけの項目です。この項目を加筆・訂正などしてくださる協力者を求めています（PJ:経済）。 |